# Paranedyopus simplex
Paranedyopus simplex är en mångfotingart som beskrevs av Jean-Henri Humbert 1865. Paranedyopus simplex ingår i släktet Paranedyopus och familjen orangeridubbelfotingar. Inga underarter finns listade i Catalogue of Life.